# Communauté de communes de la Haute Meurthe
La communauté de communes de la Haute Meurthe (CCHM) est une ancienne communauté de communes française, qui était située dans le département des Vosges et la région Lorraine.

## Histoire
Le 1er janvier 1997, les 3 communes de Ban-sur-Meurthe-Clefcy, Fraize et Plainfaing créent la « Communauté de communes de la Haute Meurthe », par arrêté préfectoral du 27 décembre 1996.
Le 4 avril 2006, Mandray intègre la communauté de communes.
Le 1er janvier 2014, elle fusionne avec la Communauté de communes du Val de Meurthe et les communes de Saint-Dié-des-Vosges et Taintrux pour former la Communauté de communes des Vallées de la Haute Meurthe.

## Composition
Elle était composée de 4 communes :
- Ban-sur-Meurthe-Clefcy
- Fraize (siège)
- Plainfaing
- Mandray

## Administration
| Période | Période | Identité       | Étiquette | Qualité                    |
| ------- | ------- | -------------- | --------- | -------------------------- |
| 1997    | 2008    | Claude Jacquot | PS        | Maire de Fraize            |
| 2008    | 2013    | Daniel Berg    | SE        | Adjoint au maire de Fraize |